# モイ国際空港
モイ国際空港（モイこくさいくうこう、英: Moi International Airport）は、ケニア第二の人口をもつ都市モンバサにある国際空港である。かつての大統領ダニエル・アラップ・モイを記念して命名された。

## 就航路線
| 航空会社                    | 就航地 |
| --------------------------- | --- |
| ブラボー・エアウェイズ      | 季節チャーター:キーウ・ジュリャーヌィ国際空港（キーウ） |
| コンドル航空                | フランクフルト空港（フランクフルト・アム・マイン） 季節運航:ミュンヘン空港（ミュンヘン）                                                                                                 |
| エンター・エア              | 季節運航:ラルナカ国際空港（ラルナカ）、ワルシャワ・ショパン空港（ワルシャワ） |
| エチオピア航空              | ボレ国際空港（アディスアベバ） |
| フライ540                   | ジョモ・ケニヤッタ国際空港（ナイロビ）、ザンジバル国際空港（ザンジバルシティ） |
| フライサックス              | プリンス・サイード・イブラヒーム国際空港（モロニ） |
| ジャンボジェット (航空会社) | ジョモ・ケニヤッタ国際空港（ナイロビ） |
| ケニア航空                  | キング・アブドゥルアズィーズ国際空港（ジッダ）、ジョモ・ケニヤッタ国際空港（ナイロビ）                                                                                                   |
| メリディアーナ・フライ      | ミラノ・マルペンサ空港（ミラノ）、フィウミチーノ空港（ローマ） |
| モンバサ・エア・サファリ    | アンボセリ空港、キーコロック空港、マンダ空港、マリンディ空港、マーラ・セレナ空港、ウクンダ空港                                                                                           |
| ネオス (航空会社)           | 季節運航:ヴェローナ・ヴィッラフランカ空港（ヴェローナ） 季節チャーター:ボローニャ・ボルゴ・パニゴーレ空港（ボローニャ）、 ミラノ・マルペンサ空港（ミラノ）、フィウミチーノ空港（ローマ） |
| ルワンダ航空                | ドバイ国際空港（ドバイ）、キガリ国際空港（キガリ） |
| ターキッシュ エアラインズ   | アタテュルク国際空港（イスタンブール） |
| カタール航空                | ハマド国際空港（ドーハ）（2018年12月11日就航予定） |